# Paul Cohn
Pour les articles homonymes, voir Cohn.
Ne pas confondre avec le mathématicien Paul Cohen.
Paul Moritz Cohn, né le 1er août 1924 à Hambourg en Allemagne et décédé le 20 avril 2006 à Londres, est un mathématicien britannique d'origine allemande, algébriste renommé et auteur de nombreux ouvrages de référence dans ce domaine,,.

## Origines et jeunesse
Paul Cohn était enfant unique de deux parents juifs, James (ou Jakob) Cohn, propriétaire d'une entreprise d'import-export et Julia (née Cohen), institutrice,. Ses deux parents étaient nés à Hambourg, de même que trois de ses grands-parents. Ses ancêtres venaient de diverses parties de l'Allemagne. Son père, combattant dans l'Armée allemande pendant la Première Guerre mondiale, avait été blessé plusieurs fois et avait reçu la croix de fer. Une rue de Hambourg porte depuis 1985 le nom de sa mère.

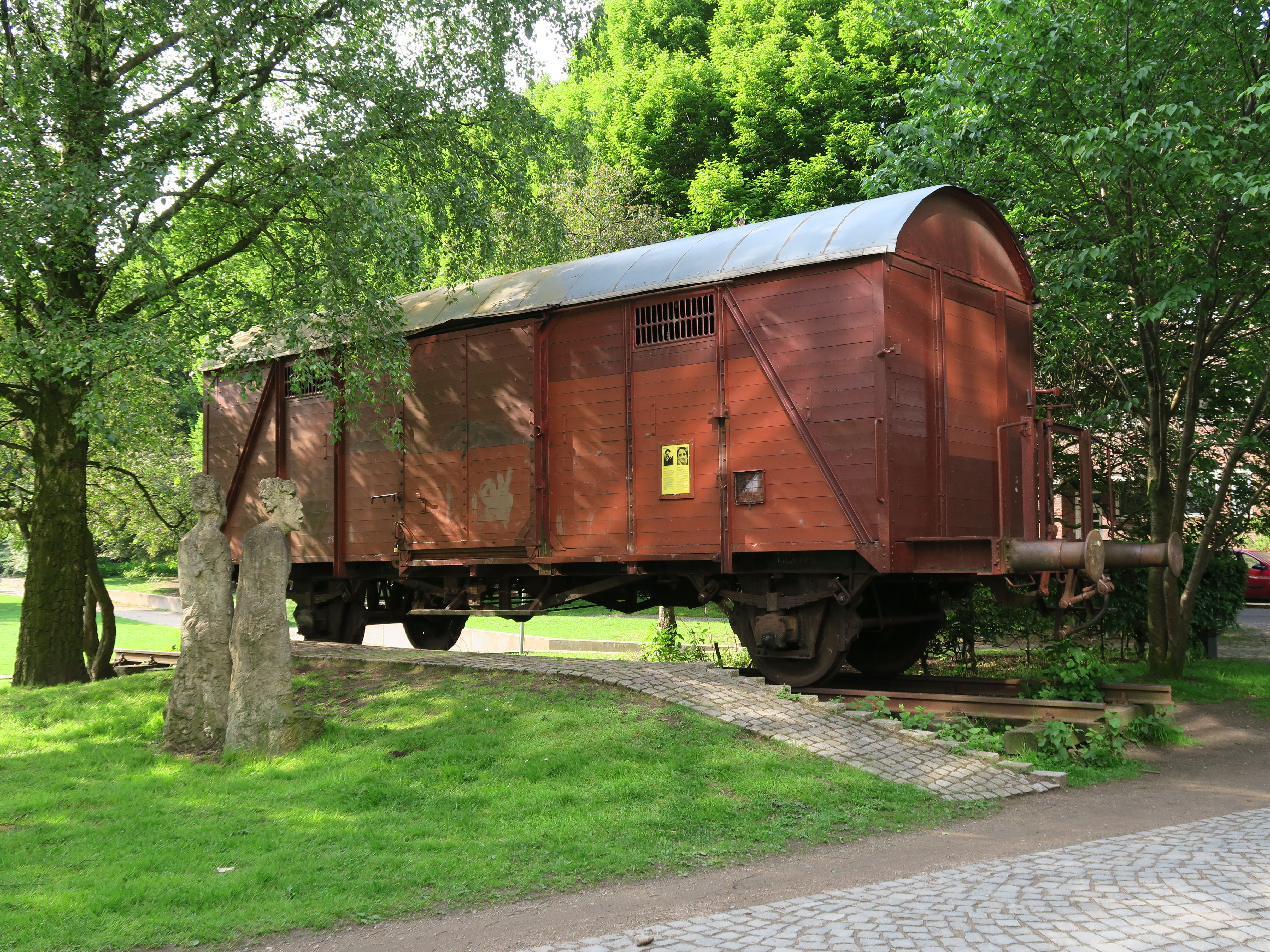
: monument de l'école de Winterhude, commémorant la Shoah et dédié aux institutrices Julia Cohn (la mère de Paul) et Hertha Feiner-Aßmus.

À sa naissance, ses parents habitaient avec sa grand-mère maternelle dans la Isestraße, dans le Nord de Hambourg. Quand elle mourut, en octobre 1925, la famille déménagea dans un appartement loué dans un immeuble neuf du Lattenkamp, dans le quartier de Winterhude. Après l'école maternelle, en avril 1930, il entra à l'école de la Alsterdorfer Straße. Après quelque temps, il eut pour nouvel instituteur un nazi, qui le harcelait et le punissait sans raison. Alors, en 1931, il fut déplacé à l'école de la Meerweinstraße, où sa mère enseignait.
Après la prise du pouvoir par les nazis en 1933, l'affaire de son père fut expropriée et sa mère fut légalement destituée. Paul fut placé à l'École de (de) Talmud Torah et en 1937, la famille déménagea pour Klosterallee, dans le quartier juif. Paul eut comme professeur d'allemand Ernst Loewenberg, fils du poète et pédagogue Jakob Loewenberg (de).
Dans la nuit du 9 au 10 novembre 1938 (nuit de Cristal), son père fut arrêté et envoyé au camp de concentration de Sachsenhausen. Il fut relâché quatre mois plus tard, mais avec l'ordre d'émigrer. Cohn fut évacué en Grande-Bretagne par le Kindertransport en mai 1939 pour travailler dans un élevage de volailles, et ne revit plus jamais ses parents : il correspondait seulement régulièrement avec eux, jusqu'à fin 1941. À la fin de la Seconde Guerre mondiale, il apprit qu'ils avaient été convoqués le 6 décembre 1941 pour être déportés à Riga et n'étaient pas revenus. Fin 1941, l'élevage ferma. Paul se forma pour être ingénieur de précision, obtint un permis de travail, et travailla dans une usine pendant quatre ans et demi. Il étudia et passa l'examen pour être boursier de Cambridge, et fut admis au Trinity College,.

## Carrière
Paul Cohn passa un B.A. de mathématiques à Cambridge en 1948 et un Ph.D. en 1951. Puis il passa un an comme Chargé de recherches à l'université de Nancy. À son retour, il devint assistant de mathématiques à l'université de Manchester. Il fut professeur invité à Yale en 1961-1962 et passa une partie de l'année 1962 à Berkeley. Il fut ensuite chargé de cours au Queen Mary College. Il fut professeur invité à Chicago en 1964 et à Stony Brook en 1967,. Il était devenu l'un des principaux algébristes de réputation internationale.
En 1967, il devint aussi directeur du département de mathématiques du Bedford College. Il fit divers séjours comme invité, aux États-Unis, à Paris, à Delhi, au Canada, à Haïfa et Bielefeld. Il reçut le prix Lester R. Ford de la Mathematical Association of America en 1972 et le prix Senior Berwick de la London Mathematical Society en 1974,.
Au début des années 1980, les restrictions budgétaires causèrent la fermeture des plus petits des Colleges de l'université de Londres. En 1984, en même temps que Bill Stephenson et Warren Dicks, les deux autres experts de Bedford en théorie des anneaux, Cohn passa au University College, où il occupa de 1986 à 1989 la chaire Astor de mathématiques. Il continua ses séjours de professeur invité, comme à l'université de l'Alberta en 1986 ou celle de Bar-Ilan en 1987. Il prit sa retraite en 1989, mais resta actif comme professeur émérite et Honorary Research Fellow ,.
Cohn présida de 1982 à 1984 la London Mathematical Society, dont il avait été secrétaire en 1965-67 et membre du conseil en 1968-1971, 1972-1975 et 1979-1982. Il fit partie des éditeurs de ses Monographs en 1968-1977 et 1980-1993. Élu en 1980 membre de la Royal Society, il siégea au conseil en 1985-87. Il fut aussi membre du comité mathématique du Science Research Council (en) en 1977-1980 et présida le National Committee for Mathematics en 1988-89. Il fut conférencier invité au Congrès international des mathématiciens de 1970 à Nice (Free ideal rings and free products of rings).

## Œuvre
Cohn a écrit près de 200 publications mathématiques. Il a travaillé dans de nombreux domaines de l'algèbre, principalement en algèbre non commutative. Ses premiers articles, sur des sujets multiples, datent de 1952. Il a généralisé un théorème de Magnus et étudié la structure des espaces de tenseurs. En 1953, il a publié (avec Kurt Mahler) sur les pseudo-valuations et en 1954, sur les algèbres de Lie.
Ses articles des années suivantes couvraient des domaines tels que la théorie des groupes, des corps, des anneaux de Lie, des demi-groupes, des groupes abéliens et des anneaux. Il publia son premier livre, sur les groupes de Lie, en 1957. Puis il s'orienta vers les algèbres de Jordan, les anneaux de Lie à division, les corps gauches, les anneaux à idéaux libres (en) et les anneaux factoriels non commutatifs. Il publia son deuxième livre, sur les équations linéaires, en 1958 et son troisième, sur la géométrie du solide, en 1961. Son traité d'algèbre universelle parut en 1965. Il se concentra ensuite sur la théorie des anneaux non commutatifs et des algèbres.
Son ouvrage sur les anneaux libres et leurs relations parut en 1971. Il couvrait les travaux de Cohn et d'autres sur les algèbres associatives libres et des classes d'anneaux associées, en particulier les anneaux à idéaux libres. Il contenait tous ses résultats publiés sur les plongements d'anneaux dans des corps gauches. La deuxième édition, augmentée, parut en 1985.
Cohn a aussi écrit des manuels. Le volume I de son Algebra parut en 1974, le volume II en 1977, et la deuxième édition, en trois volumes, en 1982-1990.

## Vie privée
La distraction de Cohn était l'étymologie et le langage sous toutes ses formes, et il traduisit des articles de mathématiques en espagnol, italien, russe et chinois.
Il avait épousé Deirdre Finkel en 1958, et ils eurent deux filles,.

## Publications
- Lie Groups (1957)
- Linear equations (1958)
- Solid geometry (1961)
- Universal Algebra (1965, 1981)
- Lectures on algebraic numbers and algebraic functions (1969)
- Free Rings and Their Relations (1971, 1985)
- Skew Field Constructions (1973, 1977)
- Algebra I (1974, 1982), II (1977, 1989), III (1990)
- Algebraic Numbers and Algebraic Functions (1991)
- Elements of Linear Algebra (1994)
- Skew Fields, Theory of General Division Rings (in Encyclopedia of Mathematics and its Applications, vol. 57, 1995)
- Introduction to Ring Theory (2000)
- Classic Algebra (2000)
- Basic Algebra (2002)
- Further Algebra and Applications (2003)
- Oxford Dictionary of National Biography (contribution, en 2004)
- Free Ideal Rings and Localization in General Rings (2006)